# Majdan
Výraz majdan (persky ميدان)  je výraz, který v perštině a urdštině označuje tržiště, náměstí nebo místo setkávání, či veřejných shromáždění.

## Rozšíření
Slovo bylo přejato mnoha dalšími jazyky, vyskytuje se například v arabštině, turečtině, ukrajinštině či indonéštiny. V ukrajinštině označuje velká náměstí, kam se výraz dostal z Osmanské říše od krymských Tatarů. 
Přes středověkou latinu jako se výraz ve formě maidanum dostal také do portugalštiny, italštiny a francouzštiny. 
Široké užití slova Majdan je také v geografické v toponymii, od střední Evropy po jihovýchodní Asii, která je odrazem někdejší turecké nadvlády v těchto oblastech.